# Мордовско-Пимбурское сельское поселение
Мордовско-Пимбурское се́льское поселе́ние — муниципальное образование в Зубово-Полянском районе Мордовии Российской Федерации.
Административный центр — село Мордовский Пимбур.

## История
Статус и границы сельского поселения установлены Законом Республики Мордовия от 7 февраля 2005 года № 12-З «Об установлении границ муниципальных образований Зубово-Полянского муниципального района, Зубово-Полянского муниципального района и наделении их статусом сельского поселения, городского поселения и муниципального района».

## Население
| 2002 | 2010 | 2012 | 2013 | 2014 | 2015 | 2016 |
| ---- | ---- | ---- | ---- | ---- | ---- | ---- |
| 633  | ↘555 | ↘539 | ↘513 | ↘478 | ↘449 | ↘440 |
| 2017 | 2018 | 2019 | 2020 | 2021 |      |      |
| ↘428 | ↘424 | ↘394 | ↘372 | ↘370 |      |      |

## Состав сельского поселения
| № | Населённый пункт  | Тип населённого пункта       | Население |
| - | ----------------- | ---------------------------- | --------- |
| 1 | Мордовский Пимбур | село, административный центр | ↘370      |